# In & Out
In & Out is een Amerikaanse komedie uit 1997. De film neemt de dubbele moraal ten opzichte van homoseksualiteit op de hak, en hoe mannen er vaak mee worstelen. Deze film kan men vooral zien als een komedie over uit de kast komen; andere films in dit soort genre zijn The Adventures of Priscilla, Queen of the Desert, Sorority Boys en Breakfast on Pluto.

## Verhaal
Het verhaal draait rond Howard (Kline), een leraar die les geeft in een klein plaatsje in Indiana. Het leven loopt voorspoedig, hij heeft een goed betaalde baan en een goede relatie met zijn aanstaande verloofde. Totdat de jaarlijkse uitreiking van de Oscars op televisie wordt uitgezonden. Een ex-leerling wint het felbegeerde beeldje voor een rol als homo, en zegt dat hij het aan zijn homoseksuele leraar Howard te danken heeft dat hij een goede rol kon neerzetten. Na het horen van dit bericht is de hele plaats in rep en roer, en Howard gaat steeds meer twijfelen over zijn geaardheid. Het komt zelfs tot een breuk met zijn vriendin, maar Howard probeert er alles aan te doen om van de geruchten af te komen. Totdat er een homoseksuele reporter (Selleck) naar het plaatsje komt die tegen hem zegt dat hij nog in zijn ontkenningsfasen zit.

### Rolverdeling
| Acteur          | Personage          |
| --------------- | ------------------ |
| Kevin Kline     | Howard Brackett    |
| Joan Cusack     | Emily Montgommerey |
| Tom Selleck     | Peter Malloy       |
| Matt Dillon     | Cameron Drake      |
| Debbie Reynolds | Berniece Brackett  |
| Bob Newhart     | Tom Halliwell      |
| Lauren Ambrose  | Vicky              |
| Selma Blair     | Linda              |
| Shawn Hatosy    | Jack               |